# O Terceiro Milênio
O programa "O Terceiro Milênio" foi um programa que ia ao ar na Rádio Pampa AM todos os sábados das 07:00 às 10:00 da manhã.

## História
O programa entrou no ar em março de 1999 e encerrou em março de 2007.
Inicialmente o programa era gravado e tinha uma hora de duração, indo ao ar entre 7:00 e 8:00. Com o passar do tempo ele começou a ser ao vivo com duas horas de duração, entre 7:00 e 9:00, e nos últimos anos passou a ter três ahoras de duração entre 7:00 e 10:00.
"O Terceiro Milênio" tornou-se um dos líderes de audiência da emissora. Com 3 horas de duração, "O Terceiro Milênio" transformou as manhãs de sábados no rádio gaúcho, por onde passaram mais de 1000 entrevistados. Sempre com um bate-papo descontraído envolvendo e cativando os ouvintes e entrevistados. Política, negócios, tecnologia, curiosidades, bom humor, um ambiente eclético atendendo a todos os gostos. E mais, o melhor da música nacional e internacional.

## Apresentador
O programa era apresentado pelo radialista e administrador de empresas Ricardo Orlandini.

## Integrantes do programa
- Léo Meira - jornalista/colaborador
- Paulo Rebelatto - psiquiatra/colaborador
- Bernardino Vendruscolo - vereador/colaborador
- Dr. Humberto Goulart - vereador/colaborador
- Ricardo Piccoli - empresário/colaborador
- Letícia Batistela - advogada/colaboradora
- Beatriz Fagundes - comentarista
- Daniel Flores - comentarista
- Darci Filho - comentarista
- Ricardo Vidarte - comentarista

## Produtores
- Aline Vilhena
- Bruno Junqueira
- Camila Ferro
- Eduardo Vitelo
- Franciane de Freitas
- Lisiani Mottini
- Otto Bede
- Paulo Ledur
- Ricardo Lay